# 戸塚たくす
戸塚 たくす（とつか たくす、1987年8月29日 - ）は日本の漫画家。愛知県出身。

## 作品リスト
- ゼクレアトル〜神マンガ戦記〜（作画：阿久井真、『裏サンデー』2012年4月18日[1] - 2013年9月4日、小学館）
  - 単行本
    1. 2012年11月16日 第1刷発行、ISBN 978-4-09-124103-0
    2. 2013年3月18日 第1刷発行、ISBN 978-4-09-124329-4
    3. 2013年6月18日 第1刷発行、ISBN 978-4-09-124337-9
    4. 2013年9月18日 第1刷発行、ISBN 978-4-09-124414-7
    5. 2021年9月16日 ASIN B09DG5DFMC （完結巻）
- オーシャンまなぶ（作画：咲良宗一郎、2013年1月16日 - 同年10月9日、『月刊ヤングマガジン』2013年No.2[2] - No.11、講談社）  - 戸塚が新都社で連載していた作品のリメイク版[2]
- 異世界ひろゆき（作画：西出ケンゴロー、監修：ひろゆき、『となりのヤングジャンプ』2022年7月8日[3] - 、集英社） - 原作担当[3]